# Dzisiejsze czasy
Dzisiejsze czasy (ang. Modern Times) – amerykański komediodramat filmowy z 1936 roku w reżyserii Charliego Chaplina. W tym filmie, inaczej niż w poprzednich, niemych dziełach Chaplina, wykonano już ścieżkę muzyczną ze słynną piosenką „Titina”.
W roku 1989 film został jednym z pierwszych 25 filmów wprowadzonych do Narodowego Rejestru Filmowego Stanów Zjednoczonych jako „znaczących kulturowo, historycznie bądź estetycznie”. W 1995 roku, z okazji stulecia narodzin kina, film znalazł się na watykańskiej liście 45 filmów fabularnych, które propagują szczególne wartości religijne, moralne lub artystyczne.

## Opis fabuły

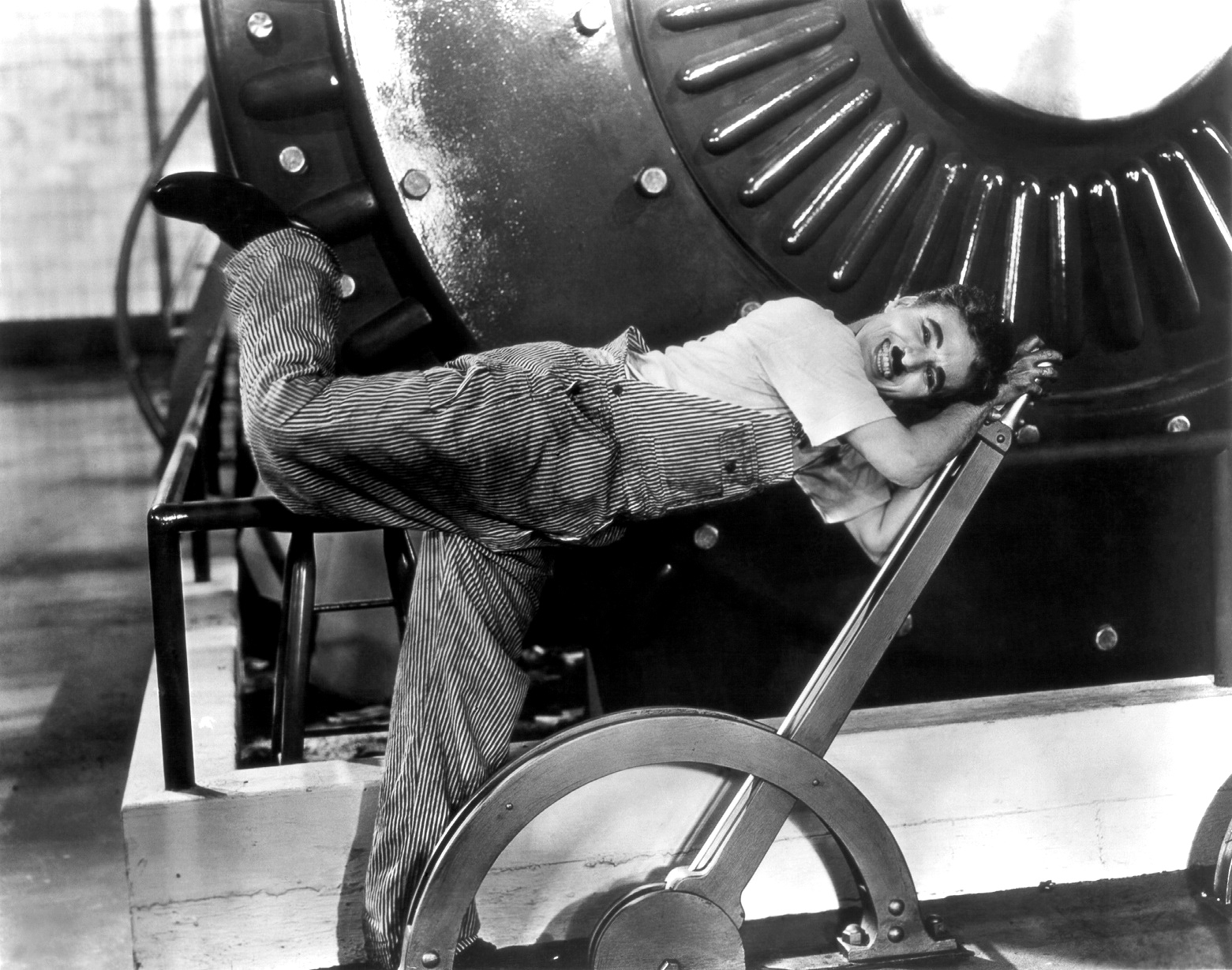
Scena z filmu

Film jest satyrą na życie społeczeństwa przemysłowego. Chaplin gra robotnika imającego się różnych zawodów. Poznaje też młodą, bezdomną kobietę, w której się zakochuje. W tej roli wystąpiła ówczesna żona Chaplina – Paulette Goddard.

## Obsada
- Charlie Chaplin – pracownik fabryki
- Paulette Goddard – Ellen Petersoni
- Henry Bergman – właściciel kawiarni
- Stanley Sandford – Big Bill
- Chester Conklin – mechanik
- Sammy Stein – operator turbiny
- Hank Mann – pomocnik Big Billa
- Gloria DeHaven – siostra Ellen